# بیورن اگن
بیورن اِگِن (انگلیسی: Björn Again) یک گروه موسیقی استرالیایی است که برای ادای احترام به ابرگروه سوئدی موسیقی پاپ آبا و موسیقی‌شان تشکیل شده و مشتمل بر نوازندگانی از کشورهای مختلف جهان است. نام گروه اشاره به بیورن اولویوس است. این گروه در سراسر جهان اجراهایی داشته است، از جمله اجراهایی برای ولادیمیر پوتین رئیس‌جمهور روسیه در سال ۲۰۰۹ میلادی.

بیورن اِگِن با استفاده از ترکیبی از زبان انگلیسی و سوئدی موسوم به «سوئنگلیس» یا «سوئدی شکسته‌پکسته» گروه پاپ سوئدی آبا را تقلید می‌کند. حتی نام هنری اجراکنندگان «آنگنیه‌تا فالستارت»، «بنی اندرویر»، «فریدا لانگستوکی» و «بیورن ولوو-آس» برای ادای احترام به اعضای اصلی آبا (آنگنیه‌تا فلتسکوگ، بنی آندشون، بیورن اولویوس، آنی-فرید لینگستاد) انتخاب شده است. به‌علاوه نام «راتگر سونوفاگون»، نوازنده گیتار بیس و «اولا درامکیت»، نوازندهٔ درامز، برگرفته از نام‌های روتگر گوناشون و اولا برونکرت است. اجراهای این گروه شامل کارهای طراحی شده با لباس‌های منحصر به فرد و تنظیم خاص موسیقی است که با اجراهای اصلی آبا متفاوت است.